# Douglas SBD Dauntless
SBD Dauntless var en amerikansk störtbombare som fanns i tre modeller; SBD-2 SBD-3 och SBD-4. Flygplanen sänkte fyra hangarfartyg i Slaget vid Midway.